# Foyer Maurice Ravel
Le foyer Maurice Ravel est un ensemble de bâtiments mitoyens abritant des logements pour étudiants en musique. Il est construit entre 1976 et 1978 sur les plans de l'architecte Jacques Kalisz près du parc André-Malraux à Nanterre (Hauts-de-Seine).

## Historique
Le foyer Maurice Ravel est construit sur les plans de Jacques Kalisz entre 1976 et 1978 près du parc André-Malraux à Nanterre. Il abrite des logements pour étudiants en musique. L'ensemble est composé de cent-quatre cubes d'environ 30 m2 chacun, étalés sur trois ou cinq niveaux. Chacun de ces cubes abrite une unité en duplex « de manière à rendre indépendantes les différentes fonctions de vie et de travail, notamment la pratique de l’instrument ». L'ensemble abrite également un auditorium, une salle de répétition, ainsi qu'une bibliothèque.
Depuis les années 2000, le foyer est en mauvais état et connaît divers problèmes d’humidité, de panne de chauffage, de béton éclaté...
En 2018, alors qu'Osica, l'entreprise propriétaire du site, souhaite démolir les bâtiments, la direction régionale des Affaires culturelles de l'Île-de-France portée par plusieurs associations de défense du patrimoine, aurait l'intention de proposer le label Architecture contemporaine remarquable à l'ensemble,.